# Olga Zubova
Olga Anatólievna Zúbova –en ruso, Ольга Анатольевна Зубова– (9 de diciembre de 1993) es una deportista rusa que compitió en halterofilia.
Ganó una medalla de oro en el Campeonato Europeo de Halterofilia de 2012, en la categoría de 75 kg. Además ganó dos medallas de bronce en el Campeonato Mundial de Halterofilia, en los años 2013 y 2015, que perdió posteriormente por dopaje.

## Palmarés internacional
| Campeonato Mundial | Campeonato Mundial       | Campeonato Mundial | Campeonato Mundial |
| Año                | Lugar                    | Medalla            | Categoría          |
| ------------------ | ------------------------ | ------------------ | ------------------ |
| 2013               | Breslavia (Polonia)      | DSC                | 75 kg              |
| 2015               | Houston (Estados Unidos) | DSC                | 75 kg              |
| Campeonato Europeo |                          |                    |                    |
| Año                | Lugar                    | Medalla            | Categoría          |
| 2012               | Antalya (Turquía)        | Medalla de oro     | 75 kg              |